# Wielki Regiel
Wielki Regiel (słow. Veľký Rigeľ) – reglowe wzniesienie na północnej stronie Tatr Bielskich. Mapa Polkartu podaje wysokość 1289 m, Władysław Cywiński w 4 tomie przewodnika Tatry 1310 m. Wielki Regiel stanowi zakończenie północno-wschodniej grani Płaczliwej Skały. Od znajdujących się powyżej niego Żlebińskich Turni (1401 m) oddziela go Żlebińska Przełęcz (ok. 1270 m). Wznosi się nad Doliną Bielskiego Potoku i Doliną Ptasiowską. Jest niemal całkowicie porośnięty lasem, ale na wschodnim zboczu nad Doliną Ptasiowską tkwią niewielkie skały. Ma dwa wierzchołki, od skalistego północnego w kierunku zachodnim odgałęzia się krótka grańka z wapiennymi turniami o wysokości około 30 m. W. Cywiński nie podaje ich nazwy, ale w artykule Wysokogórskiego Klubu Ekspedycyjnego nazwane zostały Reglanymi Igłami.
Skalisty szczyt Wielkiego Regla porasta kosodrzewina. Są z niego interesujące widoki na północne ściany Tatr Bielskich, zwłaszcza Płaczliwej Skały. Jest jednak turystycznie niedostępny; znajduje się na obszarze ochrony ścisłej TANAP-u. Jest dobrze widoczny z Drogi Wolności i bardzo przypomina swoim wyglądem polski Hruby Regiel. Od wierzchołka północnego w kierunku północno-wschodnim odbiega łagodnie nachylone, porośnięte lasem ramię o długości prawie 2 km, opadające w widły Bielskiego Potoku i jego dopływu. Z Ptasiowskiej Rówienki północnymi i zachodnimi zboczami prowadzi prawie na tej samej wysokości (1120–1160 m) ścieżka do Polany pod Żlebiną.

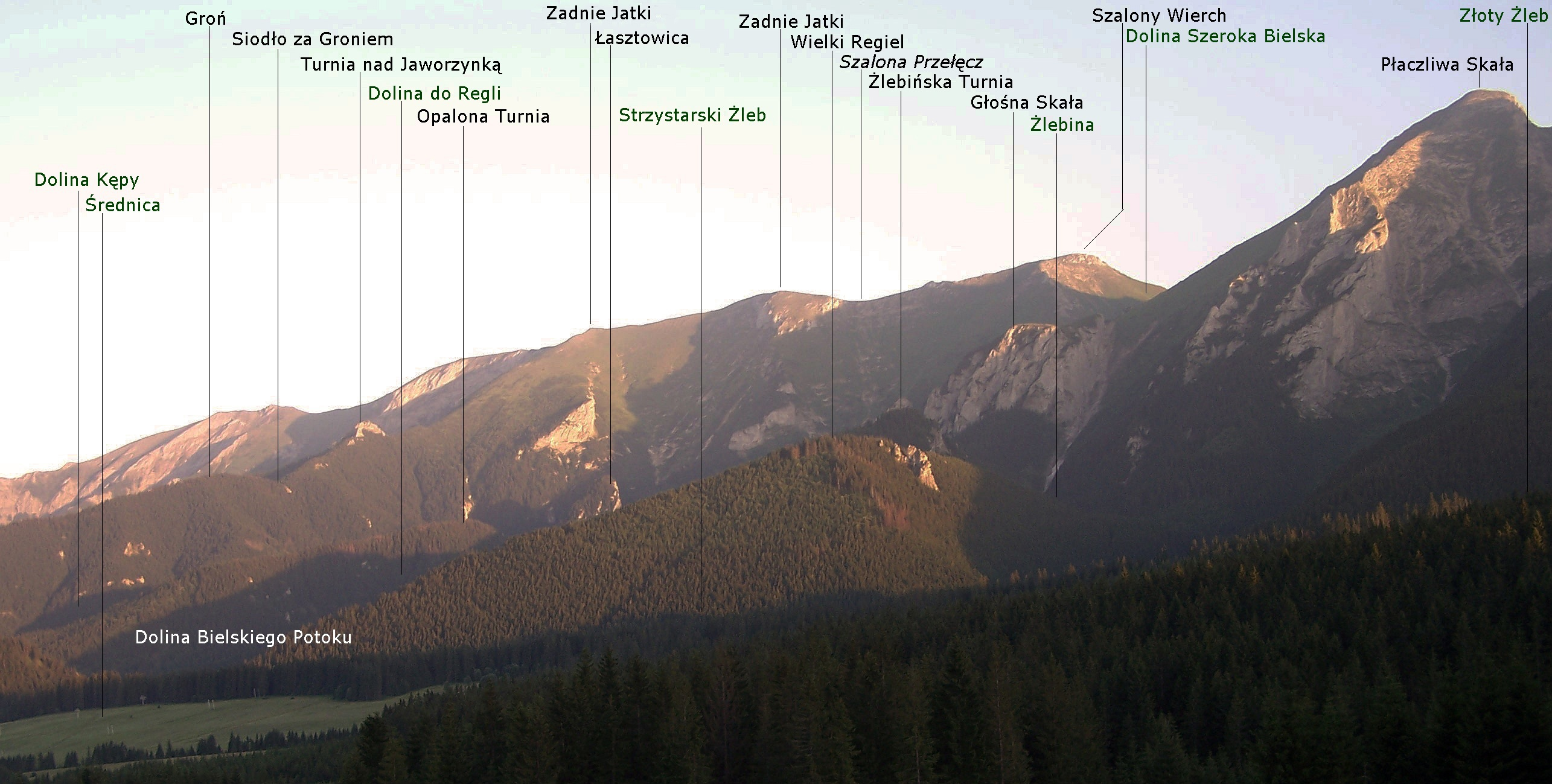
Widok na Wielki Regiel z Drogi Wolności